# Scambus buolianae
Scambus buolianae är en stekelart som först beskrevs av Hartig 1838.  Scambus buolianae ingår i släktet Scambus och familjen brokparasitsteklar. Arten är reproducerande i Sverige. Inga underarter finns listade i Catalogue of Life.